# Grafite
 Grafite, de son vrai nom Edinaldo Batista Libânio, est un footballeur international brésilien né le 2 avril 1979 à Campo Limpo Paulista.

## Biographie
Après un début de carrière au Brésil, il signe au Mans, en Ligue 1, lors du mercato d'hiver 2005-2006. Les manceaux font le pari de faire revenir à son meilleur niveau l'ancien « Ballon d'Argent » brésilien, blessé de longue date. Il inscrit trois buts durant la mi-saison, se mettant progressivement dans le rythme.
Les 12 qu'il marque lors de la saison 2006-2007 attirent les recruteurs, et le 30 août 2007, il signe un contrat en faveur du club allemand du VfL Wolfsburg pour un montant de 8 millions d'euros, après avoir marqué son dernier but sous les couleurs mancelles d'une superbe talonnade face à Lille. Le choix de Félix Magath s'avère payant, car Grafite, après une première saison à 11 buts, affole les compteurs en Bundesliga, marquant 28 buts (un record pour un footballeur étranger en Allemagne) en seulement 24 matchs, dont un but fabuleux contre le Bayern Munich.
Son association avec Edin Džeko vaut à elle seule 54 buts, et permet au VfL Wolfsburg d'être champion d'Allemagne pour la première fois de son histoire. Lors de son premier match en Ligue des champions, à 30 ans, le 16 septembre 2009, il réalise un hat-trick contre le CSKA Moscou. Il est le deuxième meilleur buteur du club allemand derrière Edin Džeko.
Sa bonne saison à Wolfsburg lui permet d'intégrer l'équipe nationale pour la Coupe du monde de la FIFA 2010 en Afrique du Sud où il joue un seul match, face au Portugal.
Au total, il compte quatre sélections (une en 2005 et trois en 2010) et un but en équipe du Brésil. Il marque son seul et unique but en équipe nationale le 27 avril 2005, face au Guatemala.
Le 18 juin 2011, il s'engage en faveur du club émirien d'Al-Ahli. Il y restera trois saisons et demie, durant lesquelles il remportera notamment la coupe nationale en 2013 et le championnat en 2014.
En février 2015, il rejoint le club qatari d'Al-Sadd. Avant de retrouver son pays natal en juillet de la même année et le club de Santa Cruz, où il avait fait ses premiers pas en professionnel.

## Palmarès
Avec le Goiás EC
- Champion de l'État de Goiás en 2003

Avec le São Paulo FC
- Champion de l'État de São Paulo en 2005
- Vainqueur de la Copa Libertadores en 2005
- Vainqueur de la Coupe du monde des clubs en 2005

Avec le VfL Wolfsburg
- Champion d'Allemagne en 2009

Avec Al-Ahli
- Vainqueur de la Coupe des Émirats arabes unis en 2013
- Champion des Émirats arabes unis en 2014
- Vainqueur de la Supercoupe des Émirats arabes unis en 2013 et en 2014

## Distinctions personnelles
- Ballon d'argent brésilien en 2003
- Meilleur joueur et meilleur buteur de la saison 2009 (28 buts) de Bundesliga avec le VfL Wolfsburg
- Footballeur allemand de l'année en 2009